# Шупарська бучина № 1
Шу́парська бучи́на № 1 — ботанічна пам'ятки природи місцевого значення в Україні.
Зростає поблизу села Сков'ятина Чортківського району Тернопільської області, у кварталі 22, виділі 2 Наддністрянське лісництво ДП «Чортківське лісове господарство» в межах лісового урочища «Дача „Шупарка“».
Оголошена об'єктом природно-заповідного фонду рішенням виконкому Тернопільської обласної ради № 589 від 5 листопада 1981. Перебуває у віданні Тернопільського обласного управління лісового господарства.
Площа — 8 га.
Під охороною — високопродуктивні насадження бука лісового I бонітету віком 75 років, повнота — 0,8, середній діаметр — 34 сантиметри.
Має господарське, науково-пізнавальне та естетичне значення.